# Райково (Тверская область)
Райко́во — деревня в Ривицком сельском поселении Максатихинского района Тверской области. Центральная усадьба колхоза «Рассвет».
Расположена на правом берегу реки Ривицы в 18 км к югу от Максатихи. Ближайший населённый пункт — посёлок Ривицкий (несколько сотен метров к юго-востоку).

## Происхождение названия
Название деревни происходит от уменьшительного от Рай (Раево). Подобное оформление подобные топонимы получили в XIX—XX вв. Форма названия на -ово заимствована из патрономических именований населённых пунктов.

## История
Как и многие деревни Трестенской волости Райково было населено преимущественно тверскими карелами. Они и были первоначальным населением деревни.

### Советский период
С 1975 года в градостроительных документах стала разрабатываться реконструкция сельского расселения за счёт укрупнения и сокращения количества сельских населённых пунктов. «Неперспективные» сельские населенные пункты подлежали сселению. Опорными единицами сельского расселения являлись центральные усадьбы хозяйств, в которых сосредотачивались основные учреждения культурно-бытового обслуживания. Средний размер поселений определялся в 250 чел. Реализация этой политики продолжалась до начала 80-х гг. Строительство велось преимущественно в центральных посёлках хозяйств. К данной категории населённых пунктов было отнесено Райково. К концу 1980-х численность населения усадьбы достигла планируемых показателей (267). В 1990-е годы, когда «рухнул» колхоз «Рассвет», многие бывшие колхозники стали рабочими фанерного цеха в посёлке Ривицком.
Функционировали:
- правление колхоза «Призыв Ильича» / «Рассвет»
- СДК
- детский сад/ясли «Радуга»
- библиотека
- магазин
- общественная баня

## Современность
На территории бывшего с/х комплекса колхоза «Рассвет» действует деревообрабатывающее предприятие — пилорама.
В Райково расположены следующие учреждения:
- ФЛ Райковский СДК
- Продуктовый магазин
- Детская игровая площадка

## Конфигурация (план) деревни
«Старая деревня» тянется вдоль правого берега р. Ривицы. Здесь сосредоточены типичные для округи бревенчатые сельские дома с примыкающими дворовыми постройками. Рядом с каждым домом — обрабатываемая пашня, луг или сад. Остальные улицы расположены параллельно «Старой деревне». В центре деревни находится 3-этажный дом (27 квартир), напротив здание ДК и правления колхоза «Рассвет». Между зданиями расположен магазин. В деревне построено значительное количество типовых коттеджей для работников колхоза. Со временем коттеджи обросли хозяйственными постройками, при каждом из них также имеется земельный участок.

## Население
| Численность населения, чел. | Численность населения, чел. | Численность населения, чел. | Численность населения, чел. | Численность населения, чел. | Численность населения, чел. |
| 1959                        | 1970                        | 1979                        | 1989                        | 2002                        |                             |
| --------------------------- | --------------------------- | --------------------------- | --------------------------- | --------------------------- | --------------------------- |
| 78                          | 83                          | 100                         | 267                         | 267                         |                             |

| 2008 | 2010 |
| ---- | ---- |
| 257  | ↘217 |

## Достопримечательности
Рядом с Райковским СДК находится Обелиск воинам-участникам Великой Отечественной войны 1941 — 45 гг. Обелиск представляет сдвоенную стелу, по бокам от которой расположены стены с именами участников ВОВ — местных уроженцев. Перед стелой — бюст (голова бойца на постаменте). Ежегодно — в День Победы — к обелиску возлагаются памятные венки.